# Tomas Bodin
Tomas Bodin (9 april 1959) is een Zweeds toetsenist en componist. Vanaf zijn jeugd was hij in de weer met pianolessen en studeerde muziek in Stockholm. Bodin trad op in plaatselijke bandjes en raakte in die hoedanigheid in 1985 bekend met Roine Stolt. De gezamenlijke band heette eerst gewoonweg STOLT, maar de band werd later omgedoopt tot The Flower Kings. Bodin speelt progressieve rock, maar levert ook buiten die stroming composities af zoals het theaterstuk Skils Mässa  voor het stadstheater van Uppsala. Bodin speelde ook mee op het album 01011001 van Ayreon.

## Discografie
(alleen soloalbums)
- 1996: An ordinary night in my ordinary life
- 2002: Pinup Guru
- 2003: Sonic Boulevard
- 2004: Swedish Family (een retro-album)
- 2005: I am
- 2008: Cinematograaf
- 2009: You Are (met nieuwe band Eggs and Dogs)

## Bron
- The Flower Kings (deels)

- Bibliothèque nationale de France: cb140356993 (data)
- Gemeinsame Normdatei: 135177995
- International Standard Name Identifier: 0000 0000 5516 0053
- MusicBrainz: e96481f7-756b-44a7-a6a3-870569a5bc3c
- Système universitaire de documentation: 157841278
- Virtual International Authority File: 12506003
- WorldCat: E39PBJmhJtTWk6kGhhWWjjVQv3